# هاستلویل (آلاباما)
هاستلویل (به انگلیسی: Hustleville) یک منطقهٔ مسکونی در ایالات متحده آمریکا است که در شهرستان مارشال، آلاباما واقع شده‌است. هاستلویل ۲۹۹٫۰۱ متر بالاتر از سطح دریا قرار دارد.